# Свинище (община Прешево)
Вижте пояснителната страница за други значения на Свинище.
Свинище (на сръбски: Свињиште или Svinjište) е село в Югоизточна Сърбия, Пчински окръг, община Прешево.

## История
В края на XIX век Свинище е село в Кумановската каза на Османската империя. Според патриаршеския митрополит Фирмилиан в 1902 година в селото има 13 сръбски патриаршистки къщи.
Според преброяването на населението от 2002 г. селото има 103 жители, сърби.